# WTA Tour 2025
Ten artykuł dotyczy trwającego lub niedawnego wydarzenia sportowego. Informacje w nim zamieszczone mogą się zmienić lub zdezaktualizować wraz z postępem zdarzenia. Początkowe doniesienia, wyniki lub statystyki mogą być niepewne. Ostatnie aktualizacje do tego artykułu mogą nie odzwierciedlać najbardziej aktualnych informacji.
WTA Tour 2025 – sezon profesjonalnych żeńskich turniejów tenisowych organizowanych przez Women’s Tennis Association w 2025 roku. WTA Tour 2025 obejmuje turnieje wielkoszlemowe (organizowane przez Międzynarodową Federację Tenisową), turnieje rangi WTA 1000, WTA 500, WTA 250, drużynowe zawody United Cup (organizowane wspólnie przez WTA i ATP) oraz Pucharu Billie Jean King (organizowane przez ITF), kończące sezon zawody WTA Finals. Jest to 55. edycja rozgrywek.
W związku z inwazją Rosji na Ukrainę federacje tenisowe z Rosji i Białorusi zostały zawieszone i wycofane ze wszystkich międzynarodowych rozgrywek drużynowych, a zawodniczki i zawodnicy z Rosji i Białorusi nie mogą startować pod flagą i nazwą swojego państwa.

## Kalendarz turniejów
| Igrzyska olimpijskie |
| Wielki Szlem         |
| WTA Championships    |
| WTA 1000             |
| WTA 500              |
| WTA 250              |
| zawody drużynowe     |

### Styczeń
| Tydzień | Data        | Turniej                                                  | Zwyciężczynie                      | Wynik            | Finalistki                           | Półfinalistki                      | Ćwierćfinalistki                                                       |
| ------- | ----------- | -------------------------------------------------------- | ---------------------------------- | ---------------- | ------------------------------------ | ---------------------------------- | ---------------------------------------------------------------------- |
| 1.      | 27 grudnia  | United Cup Perth, Sydney Twarda                          | Stany Zjednoczone                  | 2-0              | Polska                               | Czechy · Kazachstan                | Chiny · Niemcy · Wielka Brytania · Włochy                              |
| 1.      | 29 grudnia  | Brisbane International Brisbane WTA 500 Twarda           | Aryna Sabalenka                    | 4:6, 6:3, 6:2    | Polina Kudiermietowa                 | Mirra Andriejewa Anhelina Kalinina | Kimberly Birrell Marie Bouzková Uns Dżabir Ashlyn Krueger              |
| 1.      | 29 grudnia  | Brisbane International Brisbane WTA 500 Twarda           | Mirra Andriejewa Diana Sznajder    | 7:6(6), 7:5      | Priscilla Hon Anna Kalinska          | Mirra Andriejewa Anhelina Kalinina | Kimberly Birrell Marie Bouzková Uns Dżabir Ashlyn Krueger              |
| 1.      | 30 grudnia  | ASB Classic Auckland WTA 250 Twarda                      | Clara Tauson                       | 4:6, krecz       | Naomi Ōsaka                          | Robin Montgomery Alycia Parks      | Hailey Baptiste Madison Keys Bernarda Pera Katie Volynets              |
| 1.      | 30 grudnia  | ASB Classic Auckland WTA 250 Twarda                      | Jiang Xinyu Wu Fang-hsien          | 6:3, 6:4         | Aleksandra Krunić Sabrina Santamaria | Robin Montgomery Alycia Parks      | Hailey Baptiste Madison Keys Bernarda Pera Katie Volynets              |
| 2.      | 6 stycznia  | Adelaide International Adelaide WTA 500 Twarda           | Madison Keys                       | 6:3, 4:6, 6:1    | Jessica Pegula                       | Julija Putincewa Ludmiła Samsonowa | Darja Kasatkina Ashlyn Krueger Emma Navarro Diana Sznajder             |
| 2.      | 6 stycznia  | Adelaide International Adelaide WTA 500 Twarda           | Guo Hanyu Aleksandra Panowa        | 7:5, 6:4         | Beatriz Haddad Maia Laura Siegemund  | Julija Putincewa Ludmiła Samsonowa | Darja Kasatkina Ashlyn Krueger Emma Navarro Diana Sznajder             |
| 2.      | 6 stycznia  | Hobart International Hobart WTA 250 Twarda               | McCartney Kessler                  | 6:4, 3:6, 6:0    | Elise Mertens                        | Elina Awanesian Maya Joint         | Amanda Anisimova Dajana Jastremśka Sofia Kenin Wieronika Kudiermietowa |
| 2.      | 6 stycznia  | Hobart International Hobart WTA 250 Twarda               | Jiang Xinyu Wu Fang-hsien          | 6:1, 7:6(6)      | Monica Niculescu Fanny Stollár       | Elina Awanesian Maya Joint         | Amanda Anisimova Dajana Jastremśka Sofia Kenin Wieronika Kudiermietowa |
| 3.–4.   | 12 stycznia | Australian Open 2025 Melbourne Wielki Szlem Twarda       | Madison Keys                       | 6:3, 2:6, 7:5    | Aryna Sabalenka                      | Paula Badosa Iga Świątek           | Coco Gauff Emma Navarro Anastasija Pawluczenkowa Elina Switolina       |
| 3.–4.   | 12 stycznia | Australian Open 2025 Melbourne Wielki Szlem Twarda       | Kateřina Siniaková Taylor Townsend | 6:2, 6:7(4), 6:3 | Hsieh Su-wei Jeļena Ostapenko        | Paula Badosa Iga Świątek           | Coco Gauff Emma Navarro Anastasija Pawluczenkowa Elina Switolina       |
| 3.–4.   | 12 stycznia | Australian Open 2025 Melbourne Wielki Szlem Twarda       | Olivia Gadecki John Peers          | 3:6, 6:4, 10–6   | Kimberly Birrell John-Patrick Smith  | Paula Badosa Iga Świątek           | Coco Gauff Emma Navarro Anastasija Pawluczenkowa Elina Switolina       |
| 5.      | 27 stycznia | Linz Open Linz WTA 500 Twarda (hala)                     | Jekatierina Aleksandrowa           | 6:2, 3:6, 7:5    | Dajana Jastremśka                    | Karolína Muchová Clara Tauson      | Anna Blinkowa Petra Martić Anastasija Potapowa Maria Sakari            |
| 5.      | 27 stycznia | Linz Open Linz WTA 500 Twarda (hala)                     | Tímea Babos Luisa Stefani          | 3:6, 7:5, 10–4   | Ludmyła Kiczenok Nadija Kiczenok     | Karolína Muchová Clara Tauson      | Anna Blinkowa Petra Martić Anastasija Potapowa Maria Sakari            |
| 5.      | 27 stycznia | WTA Singapore Tennis Open Singapur WTA 250 Twarda (hala) | Elise Mertens                      | 6:1, 6:4         | Ann Li                               | Anna Kalinska Wang Xinyu           | Kimberly Birrell Camila Osorio Mananchaya Sawangkaew Jil Teichmann     |
| 5.      | 27 stycznia | WTA Singapore Tennis Open Singapur WTA 250 Twarda (hala) | Desirae Krawczyk Giuliana Olmos    | 7:5, 6:0         | Wang Xinyu Zheng Saisai              | Anna Kalinska Wang Xinyu           | Kimberly Birrell Camila Osorio Mananchaya Sawangkaew Jil Teichmann     |

### Luty
| Tydzień | Data      | Turniej                                             | Zwyciężczynie                      | Wynik          | Finalistki                            | Półfinalistki                           | Ćwierćfinalistki                                                      |
| ------- | --------- | --------------------------------------------------- | ---------------------------------- | -------------- | ------------------------------------- | --------------------------------------- | --------------------------------------------------------------------- |
| 6.      | 3 lutego  | Abu Dhabi Open Abu Zabi WTA 500 Twarda              | Belinda Bencic                     | 4:6, 6:1, 6:1  | Ashlyn Krueger                        | Jelena Rybakina Linda Nosková           | Leylah Fernandez Ons Jabeur Magda Linette Markéta Vondroušová         |
| 6.      | 3 lutego  | Abu Dhabi Open Abu Zabi WTA 500 Twarda              | Jeļena Ostapenko Ellen Perez       | 6:2, 6:1       | Kristina Mladenovic Zhang Shuai       | Jelena Rybakina Linda Nosková           | Leylah Fernandez Ons Jabeur Magda Linette Markéta Vondroušová         |
| 6.      | 3 lutego  | Transylvania Open Kluż-Napoka WTA 250 Twarda (hala) | Anastasija Potapowa                | 4:6, 6:1, 6:2  | Lucia Bronzetti                       | Alaksandra Sasnowicz Kateřina Siniaková | Elisabetta Cocciaretto Anhelina Kalinina Ella Seidel Wiktorija Tomowa |
| 6.      | 3 lutego  | Transylvania Open Kluż-Napoka WTA 250 Twarda (hala) | Magali Kempen Anna Sisková         | 6:3, 6:1       | Jaqueline Cristian Angelica Moratelli | Alaksandra Sasnowicz Kateřina Siniaková | Elisabetta Cocciaretto Anhelina Kalinina Ella Seidel Wiktorija Tomowa |
| 7.      | 10 lutego | Qatar Ladies Open Doha WTA 1000 Twarda              | Amanda Anisimova                   | 6:4, 6:3       | Jeļena Ostapenko                      | Jekatierina Aleksandrowa Iga Świątek    | Ons Jabeur Marta Kostiuk Jessica Pegula Jelena Rybakina               |
| 7.      | 10 lutego | Qatar Ladies Open Doha WTA 1000 Twarda              | Sara Errani Jasmine Paolini        | 7:5, 7:6(10)   | Jiang Xinyu Wu Fang-hsien             | Jekatierina Aleksandrowa Iga Świątek    | Ons Jabeur Marta Kostiuk Jessica Pegula Jelena Rybakina               |
| 8.      | 17 lutego | Dubai Tennis Championships Dubaj WTA 1000 Twarda    | Mirra Andriejewa                   | 7:6(1), 6:1    | Clara Tauson                          | Karolína Muchová Jelena Rybakina        | Sorana Cîrstea Sofia Kenin Linda Nosková Iga Świątek                  |
| 8.      | 17 lutego | Dubai Tennis Championships Dubaj WTA 1000 Twarda    | Kateřina Siniaková Taylor Townsend | 7:6(5), 6:4    | Hsieh Su-wei Jeļena Ostapenko         | Karolína Muchová Jelena Rybakina        | Sorana Cîrstea Sofia Kenin Linda Nosková Iga Świątek                  |
| 9.      | 24 lutego | Mérida Open Mérida WTA 500 Twarda                   | Emma Navarro                       | 6:0, 6:0       | Emiliana Arango                       | Elina Awanesian Daria Saville           | Paula Badosa Maya Joint Zeynep Sönmez Rebecca Šramková                |
| 9.      | 24 lutego | Mérida Open Mérida WTA 500 Twarda                   | Katarzyna Piter Majar Szarif       | 7:6(2), 7:5    | Anna Danilina Irina Chromaczowa       | Elina Awanesian Daria Saville           | Paula Badosa Maya Joint Zeynep Sönmez Rebecca Šramková                |
| 9.      | 24 lutego | ATX Open Austin WTA 250 Twarda                      | Jessica Pegula                     | 7:5, 6:2       | McCartney Kessler                     | Ajla Tomljanović Greet Minnen           | Anna Blinkowa Sorana Cîrstea Caroline Dolehide Ena Shibahara          |
| 9.      | 24 lutego | ATX Open Austin WTA 250 Twarda                      | Anna Blinkowa Yuan Yue             | 3:6, 6:1, 10–4 | McCartney Kessler Zhang Shuai         | Ajla Tomljanović Greet Minnen           | Anna Blinkowa Sorana Cîrstea Caroline Dolehide Ena Shibahara          |

### Marzec
| Tydzień | Data     | Turniej                                           | Zwyciężczynie                      | Wynik             | Finalistki                         | Półfinalistki                             | Ćwierćfinalistki                                              |
| ------- | -------- | ------------------------------------------------- | ---------------------------------- | ----------------- | ---------------------------------- | ----------------------------------------- | ------------------------------------------------------------- |
| 10.–11. | 3 marca  | Indian Wells Masters Indian Wells WTA 1000 Twarda | Mirra Andriejewa                   | 2:6, 6:4, 6:3     | Aryna Sabalenka                    | Iga Świątek Madison Keys                  | Belinda Bencic Zheng Qinwen Ludmiła Samsonowa Elina Switolina |
| 10.–11. | 3 marca  | Indian Wells Masters Indian Wells WTA 1000 Twarda | Asia Muhammad Demi Schuurs         | 6:2, 7:6(4)       | Tereza Mihalíková Olivia Nicholls  | Iga Świątek Madison Keys                  | Belinda Bencic Zheng Qinwen Ludmiła Samsonowa Elina Switolina |
| 10.–11. | 3 marca  | Indian Wells Masters Indian Wells WTA 1000 Twarda | Sara Errani Andrea Vavassori       | 6:7(3), 6:3, 10–8 | Bethanie Mattek-Sands Mate Pavić   | Iga Świątek Madison Keys                  | Belinda Bencic Zheng Qinwen Ludmiła Samsonowa Elina Switolina |
| 12.–13. | 17 marca | Miami Open Miami WTA 1000 Twarda                  | Aryna Sabalenka                    | 7:5, 6:2          | Jessica Pegula                     | Alexandra Eala Jasmine Paolini            | Magda Linette Zheng Qinwen Emma Raducanu Iga Świątek          |
| 12.–13. | 17 marca | Miami Open Miami WTA 1000 Twarda                  | Mirra Andriejewa Diana Sznajder    | 6:3, 6:7(5), 10–2 | Cristina Bucșa Miyu Katō           | Alexandra Eala Jasmine Paolini            | Magda Linette Zheng Qinwen Emma Raducanu Iga Świątek          |
| 14.     | 31 marca | Charleston Open Charleston WTA 500 Ceglana        | Jessica Pegula                     | 6:3, 7:5          | Sofia Kenin                        | Jekatierina Aleksandrowa Amanda Anisimova | Danielle Collins Anna Kalinska Emma Navarro Zheng Qinwen      |
| 14.     | 31 marca | Charleston Open Charleston WTA 500 Ceglana        | Jeļena Ostapenko Erin Routliffe    | 6:4, 6:2          | Caroline Dolehide Desirae Krawczyk | Jekatierina Aleksandrowa Amanda Anisimova | Danielle Collins Anna Kalinska Emma Navarro Zheng Qinwen      |
| 14.     | 31 marca | Copa Colsanitas Bogota WTA 250 Ceglana            | Camila Osorio                      | 6:3, 6:3          | Katarzyna Kawa                     | Julieta Pareja Julia Riera                | Lea Bošković Marie Bouzková Léolia Jeanjean Tatjana Maria     |
| 14.     | 31 marca | Copa Colsanitas Bogota WTA 250 Ceglana            | Cristina Bucșa Sara Sorribes Tormo | 5:7, 6:2, 10–5    | Irina Bara Laura Pigossi           | Julieta Pareja Julia Riera                | Lea Bošković Marie Bouzková Léolia Jeanjean Tatjana Maria     |

### Kwiecień
| Tydzień | Data        | Turniej                                                    | Zwyciężczynie                        | Wynik               | Finalistki                            | Półfinalistki                            | Ćwierćfinalistki                                                                           |
| ------- | ----------- | ---------------------------------------------------------- | ------------------------------------ | ------------------- | ------------------------------------- | ---------------------------------------- | ------------------------------------------------------------------------------------------ |
| 15.     | 7 kwietnia  | Runda kwalifikacyjna Pucharu Billie Jean King              |                                      |                     |                                       |                                          |                                                                                            |
| 16.     | 14 kwietnia | Porsche Tennis Grand Prix Stuttgart WTA 500 Ceglana (hala) | Jeļena Ostapenko                     | 6:4, 6:1            | Aryna Sabalenka                       | Jekatierina Aleksandrowa Jasmine Paolini | Coco Gauff Elise Mertens Jessica Pegula Iga Świątek                                        |
| 16.     | 14 kwietnia | Porsche Tennis Grand Prix Stuttgart WTA 500 Ceglana (hala) | Gabriela Dabrowski Erin Routliffe    | 6:3, 6:3            | Jekatierina Aleksandrowa Zhang Shuai  | Jekatierina Aleksandrowa Jasmine Paolini | Coco Gauff Elise Mertens Jessica Pegula Iga Świątek                                        |
| 16.     | 14 kwietnia | Open de Rouen Rouen WTA 250 Ceglana (hala)                 | Elina Switolina                      | 6:4, 7:6(8)         | Olga Danilović                        | Suzan Lamens Elena-Gabriela Ruse         | Jéssica Bouzas Maneiro Jessika Ponchet Tiantsoa Sarah Rakotomanga Rajaonah Moyuka Uchijima |
| 16.     | 14 kwietnia | Open de Rouen Rouen WTA 250 Ceglana (hala)                 | Aleksandra Krunić Sabrina Santamaria | 6:0, 6:4            | Irina Chromaczowa Linda Nosková       | Suzan Lamens Elena-Gabriela Ruse         | Jéssica Bouzas Maneiro Jessika Ponchet Tiantsoa Sarah Rakotomanga Rajaonah Moyuka Uchijima |
| 17.–18. | 21 kwietnia | Madrid Open Madryt WTA 1000 Ceglana                        | Aryna Sabalenka                      | 6:3, 7:6(3)         | Coco Gauff                            | Elina Switolina Iga Świątek              | Mirra Andriejewa Madison Keys Marta Kostiuk Moyuka Uchijima                                |
| 17.–18. | 21 kwietnia | Madrid Open Madryt WTA 1000 Ceglana                        | Sorana Cîrstea Anna Kalinska         | 6:7(10), 6:2, 12–10 | Wieronika Kudiermietowa Elise Mertens | Elina Switolina Iga Świątek              | Mirra Andriejewa Madison Keys Marta Kostiuk Moyuka Uchijima                                |

### Maj
| Tydzień | Data    | Turniej                                                | Zwyciężczynie                  | Wynik             | Finalistki                            | Półfinalistki                        | Ćwierćfinalistki                                                |
| ------- | ------- | ------------------------------------------------------ | ------------------------------ | ----------------- | ------------------------------------- | ------------------------------------ | --------------------------------------------------------------- |
| 19.–20. | 5 maja  | Internazionali d’Italia Rzym WTA 1000 Ceglana          | Jasmine Paolini                | 6:4, 6:2          | Coco Gauff                            | Zheng Qinwen Peyton Stearns          | Mirra Andriejewa Aryna Sabalenka Elina Switolina Diana Sznajder |
| 19.–20. | 5 maja  | Internazionali d’Italia Rzym WTA 1000 Ceglana          | Sara Errani Jasmine Paolini    | 6:4, 7:5          | Wieronika Kudiermietowa Elise Mertens | Zheng Qinwen Peyton Stearns          | Mirra Andriejewa Aryna Sabalenka Elina Switolina Diana Sznajder |
| 21.     | 19 maja | Internationaux de Strasbourg Strasburg WTA 500 Ceglana | Jelena Rybakina                | 6:1, 6:7(2), 6:1  | Ludmiła Samsonowa                     | Danielle Collins Beatriz Haddad Maia | Paula Badosa Anna Kalinska Magda Linette Emma Navarro           |
| 21.     | 19 maja | Internationaux de Strasbourg Strasburg WTA 500 Ceglana | Tímea Babos Luisa Stefani      | 6:3, 6:7(4), 10–7 | Guo Hanyu Nicole Melichar-Martinez    | Danielle Collins Beatriz Haddad Maia | Paula Badosa Anna Kalinska Magda Linette Emma Navarro           |
| 21.     | 19 maja | Morocco Open Rabat WTA 250 Ceglana                     | Maya Joint                     | 6:3, 6:2          | Jaqueline Cristian                    | Camila Osorio Ajla Tomljanović       | Jéssica Bouzas Maneiro Ann Li Maria Mateas Anastasija Sevastova |
| 21.     | 19 maja | Morocco Open Rabat WTA 250 Ceglana                     | Maya Joint Oksana Kalasznikowa | 6:3, 7:5          | Angelica Moratelli Camilla Rosatello  | Camila Osorio Ajla Tomljanović       | Jéssica Bouzas Maneiro Ann Li Maria Mateas Anastasija Sevastova |
| 22.–23. | 26 maja | French Open Paryż Wielki Szlem Ceglana                 | Coco Gauff                     | 6:7(5), 6:2, 6:4  | Aryna Sabalenka                       | Loïs Boisson Iga Świątek             | Mirra Andriejewa Madison Keys Zheng Qinwen Elina Switolina      |
| 22.–23. | 26 maja | French Open Paryż Wielki Szlem Ceglana                 | Sara Errani Jasmine Paolini    | 6:4, 2:6, 6:1     | Anna Danilina Aleksandra Krunic       | Loïs Boisson Iga Świątek             | Mirra Andriejewa Madison Keys Zheng Qinwen Elina Switolina      |
| 22.–23. | 26 maja | French Open Paryż Wielki Szlem Ceglana                 | Sara Errani Andrea Vavassori   | 6:4, 6:2          | Taylor Townsend Evan King             | Loïs Boisson Iga Świątek             | Mirra Andriejewa Madison Keys Zheng Qinwen Elina Switolina      |

### Czerwiec
| Tydzień | Data       | Turniej                                                     | Zwyciężczynie                         | Wynik             | Finalistki                                 | Półfinalistki                                   | Ćwierćfinalistki                                                            |
| ------- | ---------- | ----------------------------------------------------------- | ------------------------------------- | ----------------- | ------------------------------------------ | ----------------------------------------------- | --------------------------------------------------------------------------- |
| 24.     | 9 czerwca  | Queen’s Club Championships Londyn WTA 500 Trawiasta         | Tatjana Maria                         | 6:3, 6:4          | Amanda Anisimova                           | Madison Keys Zheng Qinwen                       | Emma Navarro Emma Raducanu Jelena Rybakina Diana Sznajder                   |
| 24.     | 9 czerwca  | Queen’s Club Championships Londyn WTA 500 Trawiasta         | Asia Muhammad Demi Schuurs            | 7:5, 6:7(3), 10–4 | Anna Danilina Diana Sznajder               | Madison Keys Zheng Qinwen                       | Emma Navarro Emma Raducanu Jelena Rybakina Diana Sznajder                   |
| 24.     | 9 czerwca  | Rosmalen Open ’s-Hertogenbosch WTA 250 Trawiasta            | Elise Mertens                         | 6:3, 7:6(4)       | Elena-Gabriela Ruse                        | Jekatierina Aleksandrowa Elisabetta Cocciaretto | Bianca Andreescu Wieronika Kudiermietowa Suzan Lamens Yuan Yue              |
| 24.     | 9 czerwca  | Rosmalen Open ’s-Hertogenbosch WTA 250 Trawiasta            | Irina Chromaczowa Fanny Stollár       | 7:5, 6:3          | Nicole Melichar-Martinez Ludmiła Samsonowa | Jekatierina Aleksandrowa Elisabetta Cocciaretto | Bianca Andreescu Wieronika Kudiermietowa Suzan Lamens Yuan Yue              |
| 25.     | 16 czerwca | German Open Berlin WTA 500 Trawiasta                        | Markéta Vondroušová                   | 7:6(10), 4:6, 6:2 | Wang Xinyu                                 | Aryna Sabalenka Ludmiła Samsonowa               | Amanda Anisimova Paula Badosa Ons Jabeur Jelena Rybakina                    |
| 25.     | 16 czerwca | German Open Berlin WTA 500 Trawiasta                        | Tereza Mihalíková Olivia Nicholls     | 4:6, 6:2, 10–6    | Sara Errani Jasmine Paolini                | Aryna Sabalenka Ludmiła Samsonowa               | Amanda Anisimova Paula Badosa Ons Jabeur Jelena Rybakina                    |
| 25.     | 16 czerwca | Nottingham Open Nottingham WTA 250 Trawiasta                | McCartney Kessler                     | 6:4, 7:5          | Dajana Jastremśka                          | Magda Linette Rebecca Šramková                  | Katie Boulter Leylah Fernandez Linda Nosková Clara Tauson                   |
| 25.     | 16 czerwca | Nottingham Open Nottingham WTA 250 Trawiasta                | Beatriz Haddad Maia Laura Siegemund   | 6:3, 6:2          | Anna Danilina Ena Shibahara                | Magda Linette Rebecca Šramková                  | Katie Boulter Leylah Fernandez Linda Nosková Clara Tauson                   |
| 26.     | 24 czerwca | Bad Homburg Open Bad Homburg vor der Höhe WTA 500 Trawiasta | Jessica Pegula                        | 6:4, 7:5          | Iga Świątek                                | Linda Nosková Jasmine Paolini                   | Jekatierina Aleksandrowa Mirra Andriejewa Beatriz Haddad Maia Emma Navarro  |
| 26.     | 24 czerwca | Bad Homburg Open Bad Homburg vor der Höhe WTA 500 Trawiasta | Hanyu Guo Aleksandra Panowa           | 4:6, 7:6(4), 10–5 | Ludmyła Kiczenok Ellen Perez               | Linda Nosková Jasmine Paolini                   | Jekatierina Aleksandrowa Mirra Andriejewa Beatriz Haddad Maia Emma Navarro  |
| 26.     | 24 czerwca | Eastbourne International Eastbourne WTA 250 Trawiasta       | Maya Joint                            | 6:4, 1:6, 7:6(10) | Alexandra Eala                             | Warwara Graczowa Anastasija Pawluczenkowa       | Anna Blinkowa Dajana Jastremśka Barbora Krejčíková Kamilla Rachimowa        |
| 26.     | 24 czerwca | Eastbourne International Eastbourne WTA 250 Trawiasta       | Marie Bouzková Anna Danilina          | 6:4, 7:5          | Hsieh Su-wei Maya Joint                    | Warwara Graczowa Anastasija Pawluczenkowa       | Anna Blinkowa Dajana Jastremśka Barbora Krejčíková Kamilla Rachimowa        |
| 27.–28. | 30 czerwca | Wimbledon Londyn Wielki Szlem Trawiasta                     | Iga Świątek                           | 6:0, 6:0          | Amanda Anisimova                           | Belinda Bencic Aryna Sabalenka                  | Mirra Andriejewa Anastasija Pawluczenkowa Ludmiła Samsonowa Laura Siegemund |
| 27.–28. | 30 czerwca | Wimbledon Londyn Wielki Szlem Trawiasta                     | Wieronika Kudiermietowa Elise Mertens | 3:6, 6:2, 6:4     | Hsieh Su-wei Jeļena Ostapenko              | Belinda Bencic Aryna Sabalenka                  | Mirra Andriejewa Anastasija Pawluczenkowa Ludmiła Samsonowa Laura Siegemund |
| 27.–28. | 30 czerwca | Wimbledon Londyn Wielki Szlem Trawiasta                     | Kateřina Siniaková Sem Verbeek        | 7:6(3), 7:6(3)    | Luisa Stefani Joe Salisbury                | Belinda Bencic Aryna Sabalenka                  | Mirra Andriejewa Anastasija Pawluczenkowa Ludmiła Samsonowa Laura Siegemund |

### Lipiec
| Tydzień | Data     | Turniej                                                      | Zwyciężczynie                   | Wynik           | Finalistki                         | Półfinalistki                     | Ćwierćfinalistki                                                          |
| ------- | -------- | ------------------------------------------------------------ | ------------------------------- | --------------- | ---------------------------------- | --------------------------------- | ------------------------------------------------------------------------- |
| 29.     | 14 lipca | Puchar Hopmana Bari Mistrzostwa ITF drużyn mieszanych Twarda | Kanada                          | 2–1             | Włochy                             | Grupa A Grecja Hiszpania          | Grupa B Chorwacja Francja                                                 |
| 29.     | 14 lipca | Hamburg European Open Hamburg WTA 250 Ceglana                | Loïs Boisson                    | 7:5, 6:3        | Anna Bondár                        | Dajana Jastremśka Kaja Juvan      | Jekatierina Aleksandrowa Dalma Gálfi Leyre Romero Gormaz Wiktorija Tomowa |
| 29.     | 14 lipca | Hamburg European Open Hamburg WTA 250 Ceglana                | Nadija Kiczenok Makoto Ninomiya | 6:4, 3:6, 11–9  | Anna Bondár Arantxa Rus            | Dajana Jastremśka Kaja Juvan      | Jekatierina Aleksandrowa Dalma Gálfi Leyre Romero Gormaz Wiktorija Tomowa |
| 29.     | 14 lipca | Iași Open Jassy WTA 250 Ceglana                              | Irina-Camelia Begu              | 6:0, 7:5        | Jil Teichmann                      | Sorana Cîrstea Jaqueline Cristian | María Lourdes Carlé Anna Sisková Panna Udvardy Simona Waltert             |
| 29.     | 14 lipca | Iași Open Jassy WTA 250 Ceglana                              | Veronika Erjavec Panna Udvardy  | 7:5, 6:3        | María Lourdes Carlé Simona Waltert | Sorana Cîrstea Jaqueline Cristian | María Lourdes Carlé Anna Sisková Panna Udvardy Simona Waltert             |
| 30.     | 21 lipca | Washington Open Waszyngton WTA 500 Twarda                    | Leylah Fernandez                | 6:1, 6:2        | Anna Kalinska                      | Emma Raducanu Jelena Rybakina     | Magdalena Fręch Maria Sakari Clara Tauson Taylor Townsend                 |
| 30.     | 21 lipca | Washington Open Waszyngton WTA 500 Twarda                    | Taylor Townsend Zhang Shuai     | 6:1, 6:1        | Caroline Dolehide Sofia Kenin      | Emma Raducanu Jelena Rybakina     | Magdalena Fręch Maria Sakari Clara Tauson Taylor Townsend                 |
| 30.     | 21 lipca | Prague Open Praga WTA 250 Ceglana                            | Marie Bouzková                  | 2:6, 6:1, 6:3   | Linda Nosková                      | Tereza Valentová Wang Xinyu       | Sára Bejlek Ann Li Jessika Ponchet Kateřina Siniaková                     |
| 30.     | 21 lipca | Prague Open Praga WTA 250 Ceglana                            | Nadija Kiczenok Makoto Ninomiya | 1:6, 6:4, 10–7  | Lucie Havlíčková Laura Samson      | Tereza Valentová Wang Xinyu       | Sára Bejlek Ann Li Jessika Ponchet Kateřina Siniaková                     |
| 31.-32. | 28 lipca | Canadian Open Montreal WTA 1000 Twarda                       | Victoria Mboko                  | 2:6, 6:4, 6:1   | Naomi Ōsaka                        | Jelena Rybakina Clara Tauson      | Jéssica Bouzas Maneiro Madison Keys Marta Kostiuk Elina Switolina         |
| 31.-32. | 28 lipca | Canadian Open Montreal WTA 1000 Twarda                       | Coco Gauff McCartney Kessler    | 6:4, 1:6, 13–11 | Taylor Townsend Zhang Shuai        | Jelena Rybakina Clara Tauson      | Jéssica Bouzas Maneiro Madison Keys Marta Kostiuk Elina Switolina         |

### Sierpień
| Tydzień | Data        | Turniej                                     | Zwyciężczynie                     | Wynik    | Finalistki                  | Półfinalistki                           | Ćwierćfinalistki                                          |
| ------- | ----------- | ------------------------------------------- | --------------------------------- | -------- | --------------------------- | --------------------------------------- | --------------------------------------------------------- |
| 32.-33. | 7 sierpnia  | Cincinnati Open Cincinnati WTA 1000 Twarda  | Iga Świątek                       | 7:5, 6:4 | Jasmine Paolini             | Wieronika Kudiermietowa Jelena Rybakina | Anna Kalinska Warwara Graczowa Aryna Sabalenka Coco Gauff |
| 32.-33. | 7 sierpnia  | Cincinnati Open Cincinnati WTA 1000 Twarda  | Gabriela Dabrowski Erin Routliffe | 6:4, 6:3 | Guo Hanyu Aleksandra Panowa | Wieronika Kudiermietowa Jelena Rybakina | Anna Kalinska Warwara Graczowa Aryna Sabalenka Coco Gauff |
| 34.     | 18 sierpnia | Monterrey Open Monterrey WTA 500 Twarda     |                                   |          |                             |                                         |                                                           |
| 34.     | 18 sierpnia | Monterrey Open Monterrey WTA 500 Twarda     |                                   |          |                             |                                         |                                                           |
| 34.     | 18 sierpnia | Tennis in the Land Cleveland WTA 250 Twarda |                                   |          |                             |                                         |                                                           |
| 34.     | 18 sierpnia |                                             |                                   |          |                             |                                         |                                                           |
| 35.–36. | 25 sierpnia | US Open Nowy Jork Wielki Szlem Twarda       |                                   |          |                             |                                         |                                                           |
| 35.–36. | 25 sierpnia | US Open Nowy Jork Wielki Szlem Twarda       |                                   |          |                             |                                         |                                                           |
| 35.–36. | 25 sierpnia | US Open Nowy Jork Wielki Szlem Twarda       |                                   |          |                             |                                         |                                                           |

### Wrzesień
| Tydzień | Data        | Turniej                                     | Zwyciężczynie | Wynik | Finalistki | Półfinalistki | Ćwierćfinalistki |
| ------- | ----------- | ------------------------------------------- | ------------- | ----- | ---------- | ------------- | ---------------- |
| 37.     | 8 września  | Guadalajara Open Guadalajara WTA 500 Twarda |               |       |            |               |                  |
| 37.     | 8 września  | Guadalajara Open Guadalajara WTA 500 Twarda |               |       |            |               |                  |
| 37.     | 8 września  | SP Open Sao Paulo WTA 250 Twarda            |               |       |            |               |                  |
| 37.     | 8 września  |                                             |               |       |            |               |                  |
| 38.     | 15 września | Korea Open Seul WTA 500 Twarda              |               |       |            |               |                  |
| 38.     | 15 września | Korea Open Seul WTA 500 Twarda              |               |       |            |               |                  |
| 39.–40. | 24 września | China Open Pekin WTA 1000 Twarda            |               |       |            |               |                  |
| 39.–40. | 24 września | China Open Pekin WTA 1000 Twarda            |               |       |            |               |                  |

### Październik
| Tydzień | Data            | Turniej                                 | Zwyciężczynie | Wynik | Finalistki | Półfinalistki | Ćwierćfinalistki |
| ------- | --------------- | --------------------------------------- | ------------- | ----- | ---------- | ------------- | ---------------- |
| 41.     | 6 października  | Wuhan Open Wuhan WTA 1000 Twarda        |               |       |            |               |                  |
| 41.     | 6 października  | Wuhan Open Wuhan WTA 1000 Twarda        |               |       |            |               |                  |
| 42.     | 13 października | Ningbo Open Ningbo WTA 500 Twarda       |               |       |            |               |                  |
| 42.     | 13 października | Ningbo Open Ningbo WTA 500 Twarda       |               |       |            |               |                  |
| 42.     | 13 października | Japan Women’s Open Osaka WTA 250 Twarda |               |       |            |               |                  |
| 42.     | 13 października |                                         |               |       |            |               |                  |
| 43.     | 20 października | Pan Pacific Open Tokio WTA 500 Twarda   |               |       |            |               |                  |
| 43.     | 20 października | Pan Pacific Open Tokio WTA 500 Twarda   |               |       |            |               |                  |
| 43.     | 20 października | Guangzhou Open Guangzhou WTA 250 Twarda |               |       |            |               |                  |
| 43.     | 20 października |                                         |               |       |            |               |                  |
| 44.     | 27 października | Hong Kong Open Hongkong WTA 250 Twarda  |               |       |            |               |                  |
| 44.     | 27 października | Hong Kong Open Hongkong WTA 250 Twarda  |               |       |            |               |                  |
| 44.     | 27 października | Jiangxi Open Jiujiang WTA 250 Twarda    |               |       |            |               |                  |
| 44.     | 27 października |                                         |               |       |            |               |                  |
| 44.     | 27 października | Chennai Open Chennai WTA 250 Twarda     |               |       |            |               |                  |
| 44.     | 27 października |                                         |               |       |            |               |                  |

### Listopad
| Tydzień | Data         | Turniej                                   | Zwyciężczynie | Wynik | Finalistki | Półfinalistki | Faza grupowa     |
| ------- | ------------ | ----------------------------------------- | ------------- | ----- | ---------- | ------------- | ---------------- |
| 45.     | 1 listopada  | WTA Finals Rijad WTA Championships Twarda |               |       |            |               |                  |
| 45.     | 1 listopada  | WTA Finals Rijad WTA Championships Twarda |               |       |            |               |                  |
| Tydzień | Data         | Turniej                                   | Zwyciężczynie | Wynik | Finalistki | Półfinalistki | Ćwierćfinalistki |
| 46.     | 10 listopada | Puchar Billie Jean King Twarda (hala)     |               |       |            |               |                  |

## Wielki Szlem
| Turniej         | Gra pojedyncza | Gra podwójna                          | Gra mieszana                   |
| Australian Open | Madison Keys   | Kateřina Siniaková Taylor Townsend    | Olivia Gadecki John Peers      |
| French Open     | Coco Gauff     | Sara Errani Jasmine Paolini           | Sara Errani Andrea Vavassori   |
| Wimbledon       | Iga Świątek    | Wieronika Kudiermietowa Elise Mertens | Kateřina Siniaková Sem Verbeek |
| US Open         |                |                                       |                                |

## Wygrane turnieje

### Klasyfikacja tenisistek
| Wygrane | Zawodniczka              | Wielki Szlem | Wielki Szlem | Wielki Szlem | WTA Finals | WTA Finals | WTA 1000 | WTA 1000 | WTA 500 | WTA 500 | WTA 250 | WTA 250 | Łącznie | Łącznie | Łącznie |
| Wygrane | Zawodniczka              | S            | D            | M            | S          | D          | S        | D        | S       | D       | S       | D       | S       | D       | M       |
| ------- | ------------------------ | ------------ | ------------ | ------------ | ---------- | ---------- | -------- | -------- | ------- | ------- | ------- | ------- | ------- | ------- | ------- |
| 4       | Sara Errani              |              | 1            | 1            |            |            |          | 2        |         |         |         |         | 0       | 3       | 1       |
| 4       | Jasmine Paolini          |              | 1            |              |            |            | 1        | 2        |         |         |         |         | 1       | 3       | 0       |
| 4       | Mirra Andriejewa         |              |              |              |            |            | 2        | 1        |         | 1       |         |         | 2       | 2       | 0       |
| 3       | Kateřina Siniaková       |              | 1            | 1            |            |            |          | 1        |         |         |         |         | 0       | 2       | 1       |
| 3       | Taylor Townsend          |              | 1            |              |            |            |          | 1        |         | 1       |         |         | 0       | 3       | 0       |
| 3       | Elise Mertens            |              | 1            |              |            |            |          |          |         |         | 2       |         | 2       | 1       | 0       |
| 3       | Aryna Sabalenka          |              |              |              |            |            | 2        |          | 1       |         |         |         | 3       | 0       | 0       |
| 3       | McCartney Kessler        |              |              |              |            |            |          | 1        |         |         | 2       |         | 2       | 1       | 0       |
| 3       | Jessica Pegula           |              |              |              |            |            |          |          | 2       |         | 1       |         | 3       | 0       | 0       |
| 3       | Jeļena Ostapenko         |              |              |              |            |            |          |          | 1       | 2       |         |         | 1       | 2       | 0       |
| 3       | Maya Joint               |              |              |              |            |            |          |          |         |         | 2       | 1       | 2       | 1       | 0       |
| 2       | Iga Świątek              | 1            |              |              |            |            | 1        |          |         |         |         |         | 2       | 0       | 0       |
| 2       | Coco Gauff               | 1            |              |              |            |            |          | 1        |         |         |         |         | 1       | 1       | 0       |
| 2       | Madison Keys             | 1            |              |              |            |            |          |          | 1       |         |         |         | 2       | 0       | 0       |
| 2       | Asia Muhammad            |              |              |              |            |            |          | 1        |         | 1       |         |         | 0       | 2       | 0       |
| 2       | Demi Schuurs             |              |              |              |            |            |          | 1        |         | 1       |         |         | 0       | 2       | 0       |
| 2       | Diana Sznajder           |              |              |              |            |            |          | 1        |         | 1       |         |         | 0       | 2       | 0       |
| 2       | Tímea Babos              |              |              |              |            |            |          |          |         | 2       |         |         | 0       | 2       | 0       |
| 2       | Guo Hanyu                |              |              |              |            |            |          |          |         | 2       |         |         | 0       | 2       | 0       |
| 2       | Aleksandra Panowa        |              |              |              |            |            |          |          |         | 2       |         |         | 0       | 2       | 0       |
| 2       | Erin Routliffe           |              |              |              |            |            |          |          |         | 2       |         |         | 0       | 2       | 0       |
| 2       | Luisa Stefani            |              |              |              |            |            |          |          |         | 2       |         |         | 0       | 2       | 0       |
| 2       | Marie Bouzková           |              |              |              |            |            |          |          |         |         | 1       | 1       | 1       | 1       | 0       |
| 2       | Wu Fang-hsien            |              |              |              |            |            |          |          |         |         |         | 2       | 0       | 2       | 0       |
| 2       | Nadija Kiczenok          |              |              |              |            |            |          |          |         |         |         | 2       | 0       | 2       | 0       |
| 2       | Makoto Ninomiya          |              |              |              |            |            |          |          |         |         |         | 2       | 0       | 2       | 0       |
| 2       | Jiang Xinyu              |              |              |              |            |            |          |          |         |         |         | 2       | 0       | 2       | 0       |
| 1       | Wieronika Kudiermietowa  |              | 1            |              |            |            |          |          |         |         |         |         | 0       | 1       | 0       |
| 1       | Olivia Gadecki           |              |              | 1            |            |            |          |          |         |         |         |         | 0       | 0       | 1       |
| 1       | Amanda Anisimova         |              |              |              |            |            | 1        |          |         |         |         |         | 1       | 0       | 0       |
| 1       | Victoria Mboko           |              |              |              |            |            | 1        |          |         |         |         |         | 1       | 0       | 0       |
| 1       | Sorana Cirstea           |              |              |              |            |            |          | 1        |         |         |         |         | 0       | 1       | 0       |
| 1       | Anna Kalinska            |              |              |              |            |            |          | 1        |         |         |         |         | 0       | 1       | 0       |
| 1       | Jekatierina Aleksandrowa |              |              |              |            |            |          |          | 1       |         |         |         | 1       | 0       | 0       |
| 1       | Belinda Bencic           |              |              |              |            |            |          |          | 1       |         |         |         | 1       | 0       | 0       |
| 1       | Leylah Fernandez         |              |              |              |            |            |          |          | 1       |         |         |         | 1       | 0       | 0       |
| 1       | Tatjana Maria            |              |              |              |            |            |          |          | 1       |         |         |         | 1       | 0       | 0       |
| 1       | Emma Navarro             |              |              |              |            |            |          |          | 1       |         |         |         | 1       | 0       | 0       |
| 1       | Jelena Rybakina          |              |              |              |            |            |          |          | 1       |         |         |         | 1       | 0       | 0       |
| 1       | Markéta Vondroušová      |              |              |              |            |            |          |          | 1       |         |         |         | 1       | 0       | 0       |
| 1       | Gabriela Dabrowski       |              |              |              |            |            |          |          |         | 1       |         |         | 0       | 1       | 0       |
| 1       | Tereza Mihalíková        |              |              |              |            |            |          |          |         | 1       |         |         | 0       | 1       | 0       |
| 1       | Olivia Nicholls          |              |              |              |            |            |          |          |         | 1       |         |         | 0       | 1       | 0       |
| 1       | Ellen Perez              |              |              |              |            |            |          |          |         | 1       |         |         | 0       | 1       | 0       |
| 1       | Katarzyna Piter          |              |              |              |            |            |          |          |         | 1       |         |         | 0       | 1       | 0       |
| 1       | Zhang Shuai              |              |              |              |            |            |          |          |         | 1       |         |         | 0       | 1       | 0       |
| 1       | Majar Szarif             |              |              |              |            |            |          |          |         | 1       |         |         | 0       | 1       | 0       |
| 1       | Irina-Camelia Begu       |              |              |              |            |            |          |          |         |         | 1       |         | 1       | 0       | 0       |
| 1       | Loïs Boisson             |              |              |              |            |            |          |          |         |         | 1       |         | 1       | 0       | 0       |
| 1       | Camila Osorio            |              |              |              |            |            |          |          |         |         | 1       |         | 1       | 0       | 0       |
| 1       | Anastasija Potapowa      |              |              |              |            |            |          |          |         |         | 1       |         | 1       | 0       | 0       |
| 1       | Elina Switolina          |              |              |              |            |            |          |          |         |         | 1       |         | 1       | 0       | 0       |
| 1       | Clara Tauson             |              |              |              |            |            |          |          |         |         | 1       |         | 1       | 0       | 0       |
| 1       | Anna Blinkowa            |              |              |              |            |            |          |          |         |         |         | 1       | 0       | 1       | 0       |
| 1       | Cristina Bucsa           |              |              |              |            |            |          |          |         |         |         | 1       | 0       | 1       | 0       |
| 1       | Irina Chromaczowa        |              |              |              |            |            |          |          |         |         |         | 1       | 0       | 1       | 0       |
| 1       | Anna Danilina            |              |              |              |            |            |          |          |         |         |         | 1       | 0       | 1       | 0       |
| 1       | Veronika Erjavec         |              |              |              |            |            |          |          |         |         |         | 1       | 0       | 1       | 0       |
| 1       | Beatriz Haddad Maia      |              |              |              |            |            |          |          |         |         |         | 1       | 0       | 1       | 0       |
| 1       | Oksana Kalasznikowa      |              |              |              |            |            |          |          |         |         |         | 1       | 0       | 1       | 0       |
| 1       | Magali Kempen            |              |              |              |            |            |          |          |         |         |         | 1       | 0       | 1       | 0       |
| 1       | Desirae Krawczyk         |              |              |              |            |            |          |          |         |         |         | 1       | 0       | 1       | 0       |
| 1       | Aleksandra Krunić        |              |              |              |            |            |          |          |         |         |         | 1       | 0       | 1       | 0       |
| 1       | Giuliana Olmos           |              |              |              |            |            |          |          |         |         |         | 1       | 0       | 1       | 0       |
| 1       | Sabrina Santamaria       |              |              |              |            |            |          |          |         |         |         | 1       | 0       | 1       | 0       |
| 1       | Laura Siegemund          |              |              |              |            |            |          |          |         |         |         | 1       | 0       | 1       | 0       |
| 1       | Anna Sisková             |              |              |              |            |            |          |          |         |         |         | 1       | 0       | 1       | 0       |
| 1       | Sara Sorribes Tormo      |              |              |              |            |            |          |          |         |         |         | 1       | 0       | 1       | 0       |
| 1       | Fanny Stollár            |              |              |              |            |            |          |          |         |         |         | 1       | 0       | 1       | 0       |
| 1       | Panna Udvardy            |              |              |              |            |            |          |          |         |         |         | 1       | 0       | 1       | 0       |
| 1       | Yuan Yue                 |              |              |              |            |            |          |          |         |         |         | 1       | 0       | 1       | 0       |

### Klasyfikacja państw
| Wygrane | Państwo           | Wielki Szlem | Wielki Szlem | Wielki Szlem | WTA Finals | WTA Finals | WTA 1000 | WTA 1000 | WTA 500 | WTA 500 | WTA 250 | WTA 250 | Łącznie | Łącznie | Łącznie |
| Wygrane | Państwo           | S            | D            | M            | S          | D          | S        | D        | S       | D       | S       | D       | S       | D       | M       |
| ------- | ----------------- | ------------ | ------------ | ------------ | ---------- | ---------- | -------- | -------- | ------- | ------- | ------- | ------- | ------- | ------- | ------- |
| 12      | Stany Zjednoczone | 1            | 1            |              |            |            | 1        | 2        | 3       |         | 2       | 2       | 7       | 5       | 0       |
| 5       | Włochy            |              |              |              |            |            | 1        | 4        |         |         |         |         | 1       | 4       | 0       |
| 4       | Australia         |              |              | 1            |            |            |          |          |         | 1       | 1       | 1       | 1       | 2       | 1       |
| 4       | Chiny             |              |              |              |            |            |          |          |         | 1       |         | 3       | 0       | 4       | 0       |
| 3       | Czechy            |              | 1            |              |            |            |          | 1        |         |         |         | 1       | 0       | 3       | 0       |
| 3       | Łotwa             |              |              |              |            |            |          |          | 1       | 2       |         |         | 1       | 2       | 0       |
| 2       | Brazylia          |              |              |              |            |            |          |          |         | 1       |         |         | 0       | 2       | 0       |
| 2       | Nowa Zelandia     |              |              |              |            |            |          |          |         | 2       |         |         | 0       | 2       | 0       |
| 2       | Belgia            |              |              |              |            |            |          |          |         |         | 1       | 1       | 1       | 1       | 0       |
| 2       | Hiszpania         |              |              |              |            |            |          |          |         |         |         | 2       | 0       | 2       | 0       |
| 2       | Chińskie Tajpej   |              |              |              |            |            |          |          |         |         |         | 2       | 0       | 2       | 0       |
| 1       | Holandia          |              |              |              |            |            |          | 1        |         |         |         |         | 0       | 1       | 0       |
| 1       | Rumunia           |              |              |              |            |            |          | 1        |         |         |         |         | 0       | 1       | 0       |
| 1       | Kazachstan        |              |              |              |            |            |          |          | 1       |         |         |         | 1       | 0       | 0       |
| 1       | Szwajcaria        |              |              |              |            |            |          |          | 1       |         |         |         | 1       | 0       | 0       |
| 1       | Egipt             |              |              |              |            |            |          |          |         | 1       |         |         | 0       | 1       | 0       |
| 1       | Kanada            |              |              |              |            |            |          |          |         | 1       |         |         | 0       | 1       | 0       |
| 1       | Polska            |              |              |              |            |            |          |          |         | 1       |         |         | 0       | 1       | 0       |
| 1       | Węgry             |              |              |              |            |            |          |          |         | 1       |         |         | 0       | 1       | 0       |
| 1       | Dania             |              |              |              |            |            |          |          |         |         | 1       |         | 1       | 0       | 0       |
| 1       | Gruzja            |              |              |              |            |            |          |          |         |         |         | 1       | 0       | 1       | 0       |
| 1       | Kolumbia          |              |              |              |            |            |          |          |         |         | 1       |         | 1       | 0       | 0       |
| 1       | Ukraina           |              |              |              |            |            |          |          |         |         | 1       |         | 1       | 0       | 0       |
| 1       | Meksyk            |              |              |              |            |            |          |          |         |         |         | 1       | 0       | 1       | 0       |
| 1       | Serbia            |              |              |              |            |            |          |          |         |         |         | 1       | 0       | 1       | 0       |

## Obronione tytuły
Gra pojedyncza
- Camila Osorio – Bogota

Gra podwójna
- Kateřina Siniaková – Dubaj
- Cristina Bucșa – Bogota
- Sara Errani – Rzym
- Jasmine Paolini – Rzym